# Acento agudo
El acento agudo ‹ ◌́ › es un signo ortográfico usado en varios idiomas para indicar diversas propiedades (tales como apertura, intensidad o tono) en esos idiomas. En español se conoce popularmente como acento ortográfico, acento o tilde, y en las lenguas del mundo se utiliza principalmente en las vocales.

## Uso

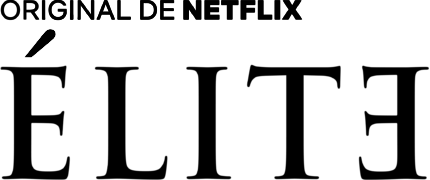
Logo de la serie Élite. La É en francés representa una vocal cerrada (<phonos file="LL-Q150 (fra)-VictorDtmtc-élite.wav">\e.lit\</phonos>), sin embargo al pasar al español se reinterpretó como si marcara el acento prosódico y se pronuncia como una esdrújula.

El acento agudo se utiliza de diferentes maneras según el idioma.

### Apertura
El acento indica la apertura de las vocales e y o en varias lenguas romances. En catalán, francés e italiano indica que esas vocales son cerradas: é se pronuncia [e] y ó se pronuncia [o]. En portugués, por el contrario, é y ó son abiertas.
En polaco, el acento agudo se usa en la vocal o (ó) para indicar que esta se pronuncia más cerrada, más posterior y más redondeada: [u] en vez de [ɔ]. (Sin embargo, el acento originalmente indicaba una vocal larga.)

### Intensidad
El acento agudo indica que la vocal acentuada se pronuncia con mayor intensidad en español, catalán, asturiano, gallego y portugués. Es lo que se conoce como acento prosódico en español.
En galés, la intensidad normalmente recae en la penúltima sílaba de una palabra, si este no es el caso, el acento agudo se usa para indicar qué sílaba es la que debe pronunciarse con la mayor intensidad. Además de las vocales, el galés acepta que "w" e "y" pueden llevar el acento agudo (ẃ, ý) ya que estas letras representan un sonido vocálico en este idioma.
En sueco, el acento agudo se usa sobre la e en sílaba final de palabra para indicar que esta e se pronuncia con mayor intensidad, particularmente en apellidos (tales como los del inventor Gustaf Dalén, el compositor Hugo Alfvén, y el escritor Esaias Tegnér). Este uso se extiende también para evitar confusiones entre palabras que de otra manera serían homógrafas: armen (el brazo), armén (el ejército).
En griego moderno, en la escritura monotónica, el acento agudo indica la vocal que debe pronunciarse con mayor intensidad en la palabra.

### Longitud
El acento agudo indica una vocal larga en checo, eslovaco, húngaro e irlandés. En eslovaco, aparte de las cinco vocales, el acento agudo también se puede escribir sobre las letras erre y ele: (ŕ, ĺ). En este idioma, r y l pueden ser núcleo silábico, esto es, cumplir la función de una vocal, y ser pronunciadas largas o cortas como las vocales.

### Tono
En idiomas tonales que usan un sistema de tonos de contorno como el vietnamita y el mandarín, el acento agudo representa un tono ascendente.
En idiomas tonales que usan un sistema de tonos de registro como hausa y yoruba, el acento agudo representa un tono alto.

### Palatalización
En polaco el acento agudo se usa en las consonantes c, n, s, z para indicar palatalización, de esta manera ć, ń, ś, ź representan una pronunciación con la lengua más elevada hacia el paladar que la consonante correspondiente sin acento.
En croata, macedonio y serbio, la letra ć se usa para indicar el sonido [ʨ], una africada alveolo-palatal sorda.

### Desambiguación
En español, neerlandés, danés y noruego, el acento agudo se usa también como tilde diacrítica, cuya función es diferenciar palabras con significado distinto que de otra manera serían homógrafas: En neerlandés één (el numeral uno), een (el artículo indeterminado un); en danés y noruego én (el numeral uno), en (el artículo indeterminado un); en español él (pronombre personal), el (artículo determinado).
En español, el acento agudo se usa también para distinguir los adverbios interrogativos y exclamativos de los adverbios relativos: cómo/como; dónde/donde, cuándo/cuando, los adverbios interrogativos y exclamativos se escriben con acento agudo.

### Énfasis
En neerlandés y danés, el acento agudo se usa también para indicar énfasis en el idioma escrito a una palabra en una oración, de la misma manera que la entonación lo indica en el idioma hablado.

### Otros usos
En griego antiguo, el acento agudo indicaba la elevación en el tono de voz (acento tónico) con que debía pronunciarse una vocal.
En islandés y feroés, el acento agudo se usa para representar sonidos adicionales y diferentes de los que representan las vocales sin acentuar. Las letras acentuadas se consideran letras diferentes de las no acentuadas y tienen lugar propio en los alfabetos correspodientes. Aparte de las vocales, la letra ye también puede ser acentuada (ý) y se comporta igual que las vocales, esto es, posee dos pronunciaciones diferentes según tenga acento o no y ocupa dos posiciones en el alfabeto. En feroés no se usa la e acentuada.
En el idioma turcomano, la letra ý representa el sonido [j].
En la transliteración de textos en escritura cuneiforme, el problema de que un mismo sonido se representa por más de un símbolo se indica mediante subíndices o acentos. De esta manera el acento agudo en la transcripción ú representa el segundo símbolo que se pronuncia u. (El primer símbolo se representa sin acento y el tercero con acento grave.)
En francés este acento sobre la e indica que la vocal no es muda, como en parlé (hablado), que se diferencia de parle (hablo, habla). Es el acento más utilizado en francés y puede aparecer en una misma palabra hasta tres veces. Ejemplo: préféré (preferido).